# Jean Chevrot
Pour les articles homonymes, voir Chevrot.
Jean Chevrot, né à Poligny vers 1395 et mort à Lille le 23 septembre 1460 est un évêque français, évêque de Tournai (1436-1460) et président du conseil de Bourgogne de Philippe le Bon et Isabelle de Portugal. Il fut un ministre polyvalent et fiable, bénéficiant de la confiance de Philippe le Bon. Il était l'un des proches collaborateurs du chancelier Nicolas Rolin.

## Biographie

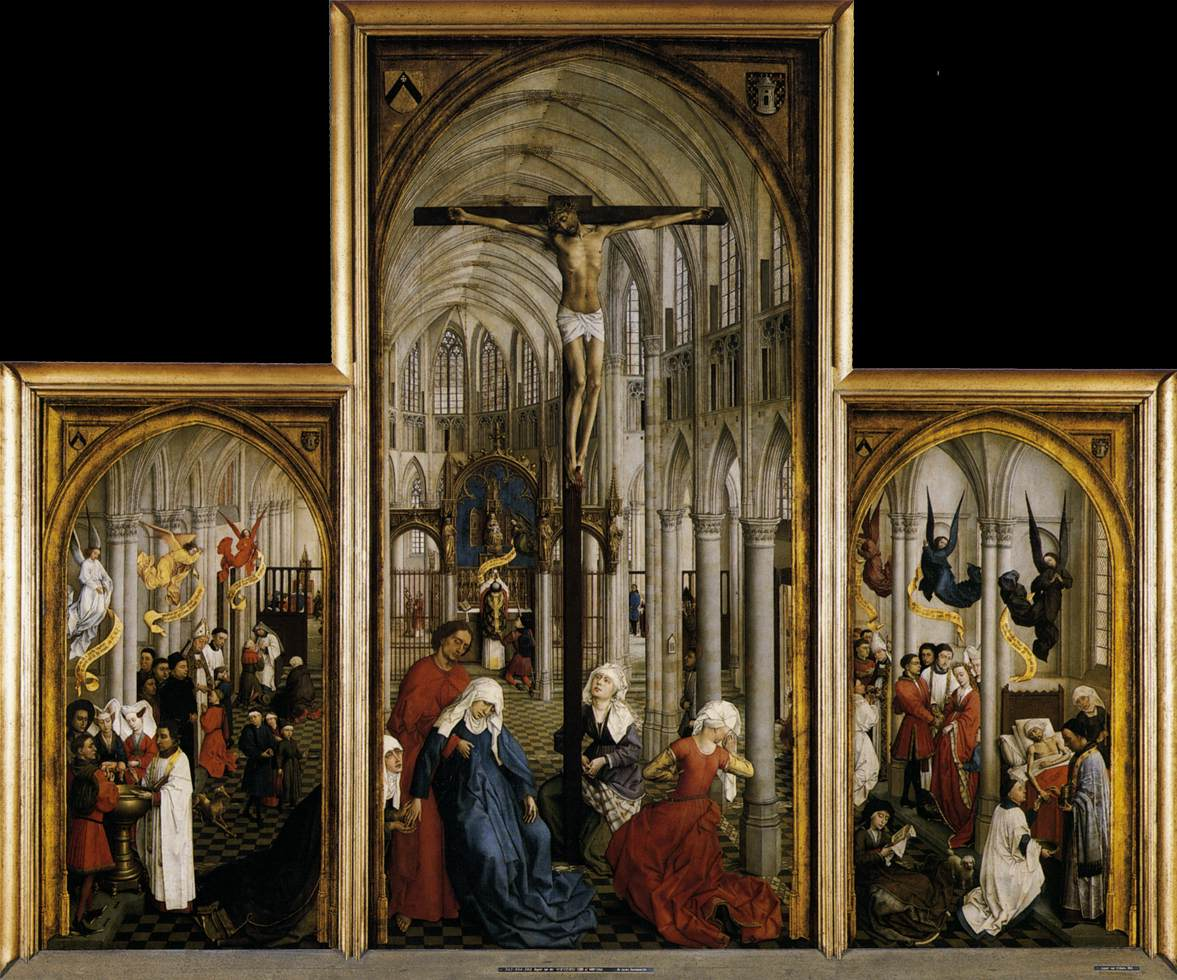
Le Retable des sept sacrements de Rogier van der Weyden.

### Jeunesse
Jean Chevrot est bachelier de l'Université de Paris, dont il est recteur en 1421. Chanoine de Besançon dès 1417, il devient également chanoine de l'église Saint Marcel à Paris en 1422, de la collégiale Notre-Dame de Beaune en 1435, puis de Cambrai et d'Harelbeke, près de Courtrai, ainsi qu'archidiacre du Vexin normand à Rouen en 1426 et chapelain à la chapelle Saint Jean de Salins en 1435.
Son oncle Simon Chevrot, abbé de Goailles, conseiller du duc et président de son conseil, s'occupe tôt de l'éducation de son neveu. Simon Chevrot et son ami Jean Chousat (nl), receveur des finances de Philippe le Hardi, font rentrer Jean Chevrot au conseil du duc.

### Chef du conseil ducal

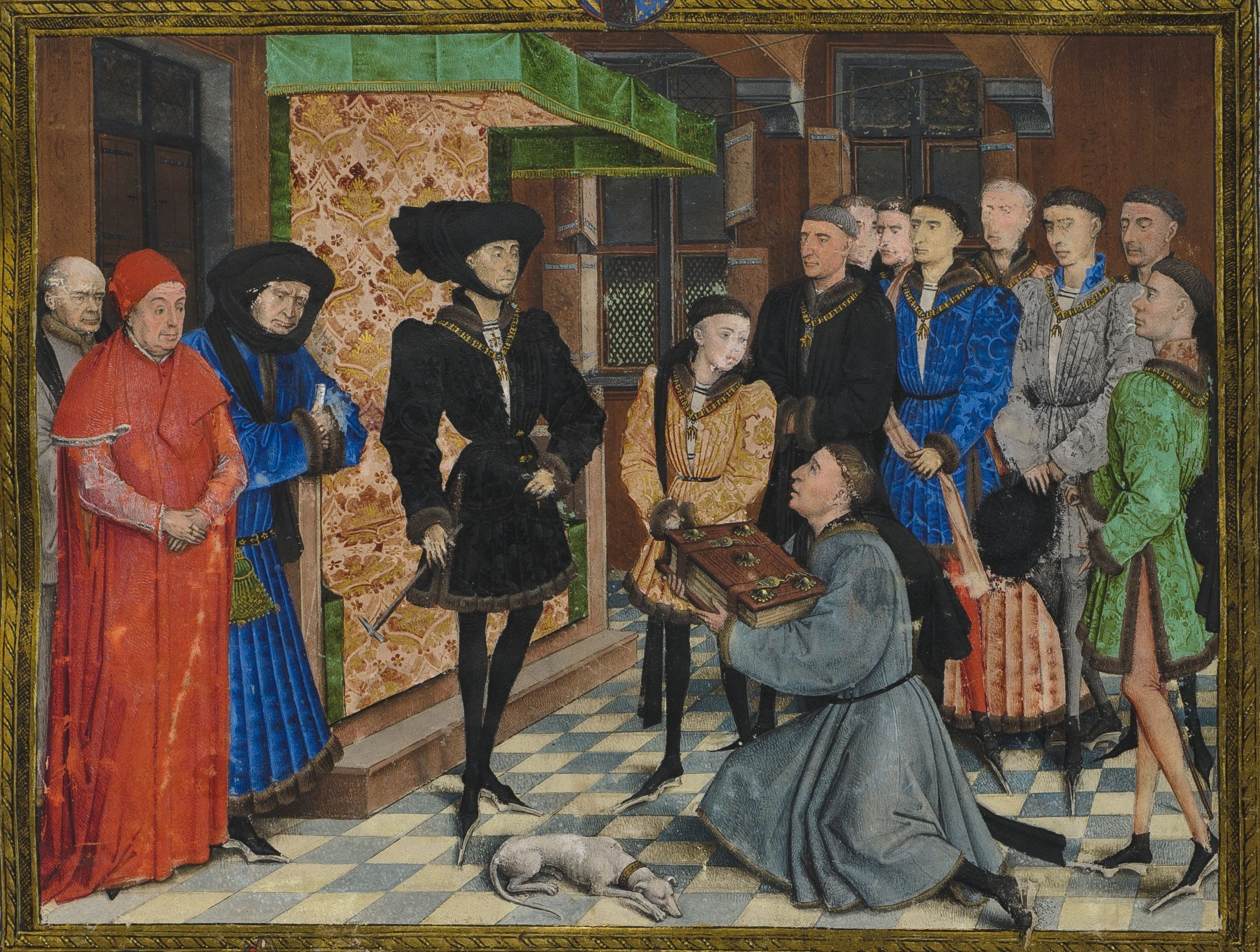
Miniature de présentation dans les Chroniques de Hainaut de Jean Wauquelin datée entre 1446 et 1448.

De 1433 à 1443, Jean Chevrot commence son parcours d’homme politique et sa carrière épiscopale, en étant omniprésent, cumulant les charges ecclésiastiques et civiles.
En 1433 et 1434, il fit partie des ambassades qui se rendent en Angleterre pour essayer de convaincre le roi de conclure une paix générale et de rendre la liberté au duc d'Orléans. Il accompagne Philippe le Bon à Nevers, puis à Paris, à ces préliminaires de paix qui se terminèrent par le traité d'Arras, où le congrès s'était ouvert, le 5 août 1435. Après une lutte longue et complexe avec Jean d'Harcourt, Jean Chevrot devient évêque de Tournai, le 5 novembre 1436. Le 12 janvier 1440, Jean Chevrot fait son entrée dans la cathédrale Notre-Dame de Tournai, accompagné de la duchesse Isabelle et de très nombreux gentilshommes.
Lorsque Philippe le Bon rédige son testament de Rethel, le 8 décembre 1441, il est second responsable du duché et de son successeur Charles après la très puissante duchesse Isabelle.
Entre 1444 et 1457, à partir de son retrait du conseil aulique, Chevrot continue d’assumer ses fonctions ordinaires et quotidiennes de ministre et d’évêque de Tournai, mais en dehors de cela ne se voit plus confier, sauf exceptions, que des missions plus ponctuelles et moins retentissantes. Il cède la place à ses homologues Jean de Thoisy et surtout Guillaume Fillâtre, conseiller favori du duc qui lui succéda et avec qui il permuta l’évêché de Tournai et de Toul, grâce à une bulle papale reçue le 1er septembre 1460. Jean Chevrot est le commanditaire du  Retable des Sept Sacrements et de La descente de la croix de Roger van der Weyden (entre 1452 et 1455) où il est représenté, et figure sur le frontispice des Chroniques de Hainaut.

### Dernières années

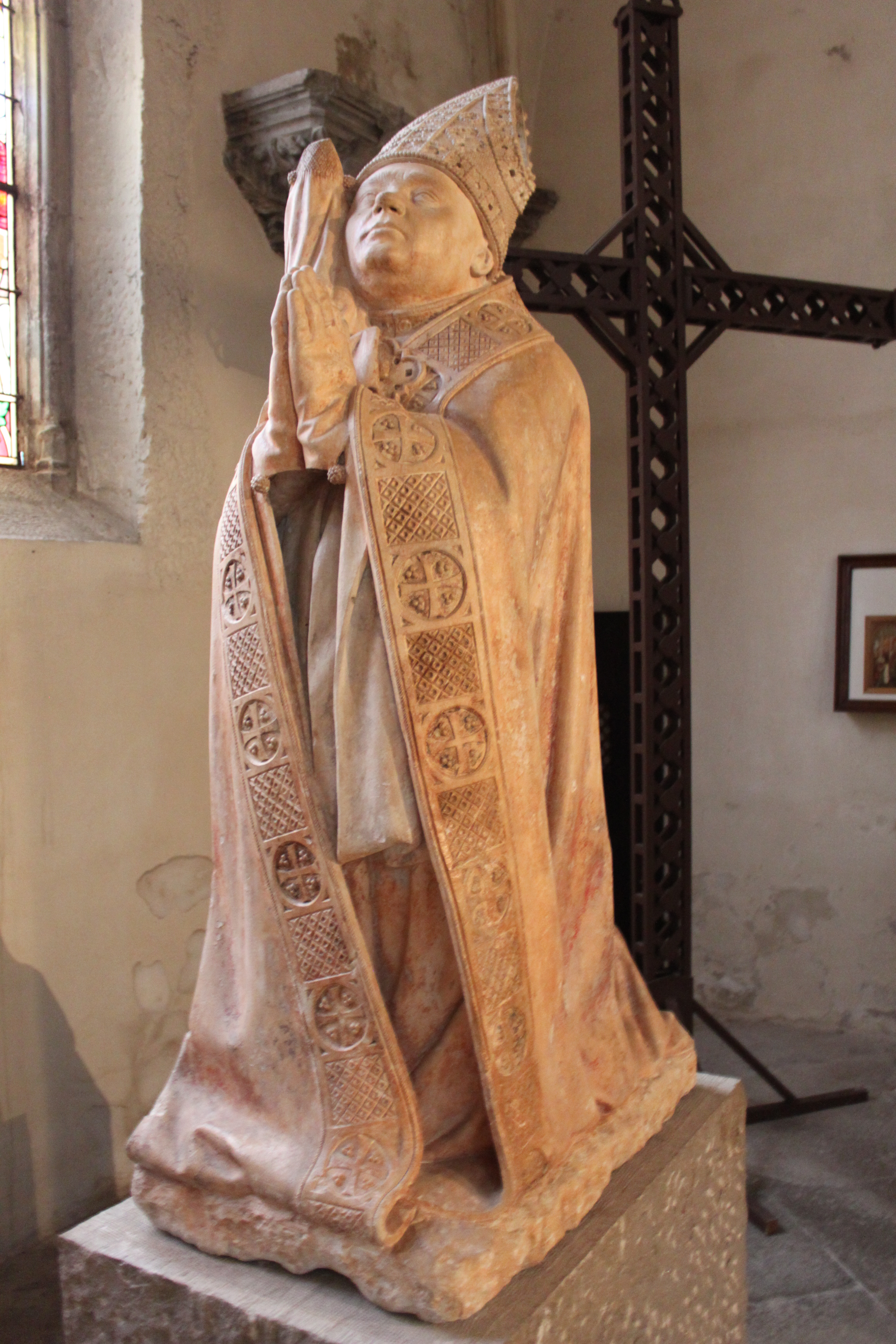
Statue de Jean Chevrot dans la Collégiale Saint-Hippolyte de Poligny.

Dans son testament final, rédigé à Lille, le 18 janvier 1458, il dota richement une chapelle dédiée à saint Antoine qu'il avait fondée dans la collégiale Saint-Hippolyte de Poligny. Cette chapelle contenait une riche bibliothèque, « vêtements, reliques, joyaux et ornements d'autels ». Après être resté alité de longs mois, il mourut le 23 septembre 1460, dans son hôtel de Lille, qui était devenu sa résidence principale et qu'il laissa à son successeur Guillaume Fillastre.
Les messes terminées, le corps du prélat fut inhumé dans le chœur de la cathédrale de Tournai, à côté de la tombe de Walter de Marvis, près du grand autel, sous la châsse contenant les reliques de saint Hippolyte, qu'il avait jadis fait venir de Poligny. Un monument de marbre noir portant un gisant en cuivre, son blason et une inscription latine lui fut élevé par les soins de son successeur et du chapitre. Les protestants le détruisirent en 1566.